# Sillre
Sillre is een plaats in de gemeente Sundsvall in het landschap Medelpad en de provincie Västernorrlands län in Zweden. De plaats heeft 54 inwoners (2005) en een oppervlakte van 16 hectare. De rivier de Indalsälven stroomt vlak langs de plaats.

## Verkeer en vervoer
Bij de plaats loopt de Riksväg 86.